# Gilberta
Gilberta es un género monotípico de plantas con flores perteneciente a la familia de las asteráceas. Su única especie: Gilberta tenuifolia, es originaria de Australia.

## Descripción
Es una esbelta planta herbácea erecta y anual que alcanza un tamaño de  0.05-0.15 m de altura. Las flores son de color amarillo y florecen de julio a noviembre en los suelos de arena, grava, granito y laterita en Australia Occidental.

## Taxonomía
Gilberta tenuifolia fue descrita por  Porphir Kiril Nicolai Stepanowitsch Turczaninow   y publicado en Bull. Soc. Imp. Naturalistes Moscou xxiv. (1851) I. 193.
Sinonimia
- Antheidosorus gracilis A.Gray
- Helipterum verecundum S.Moore
- Myriocephalus gracilis (A.Gray) Benth.[4]